# STS-63

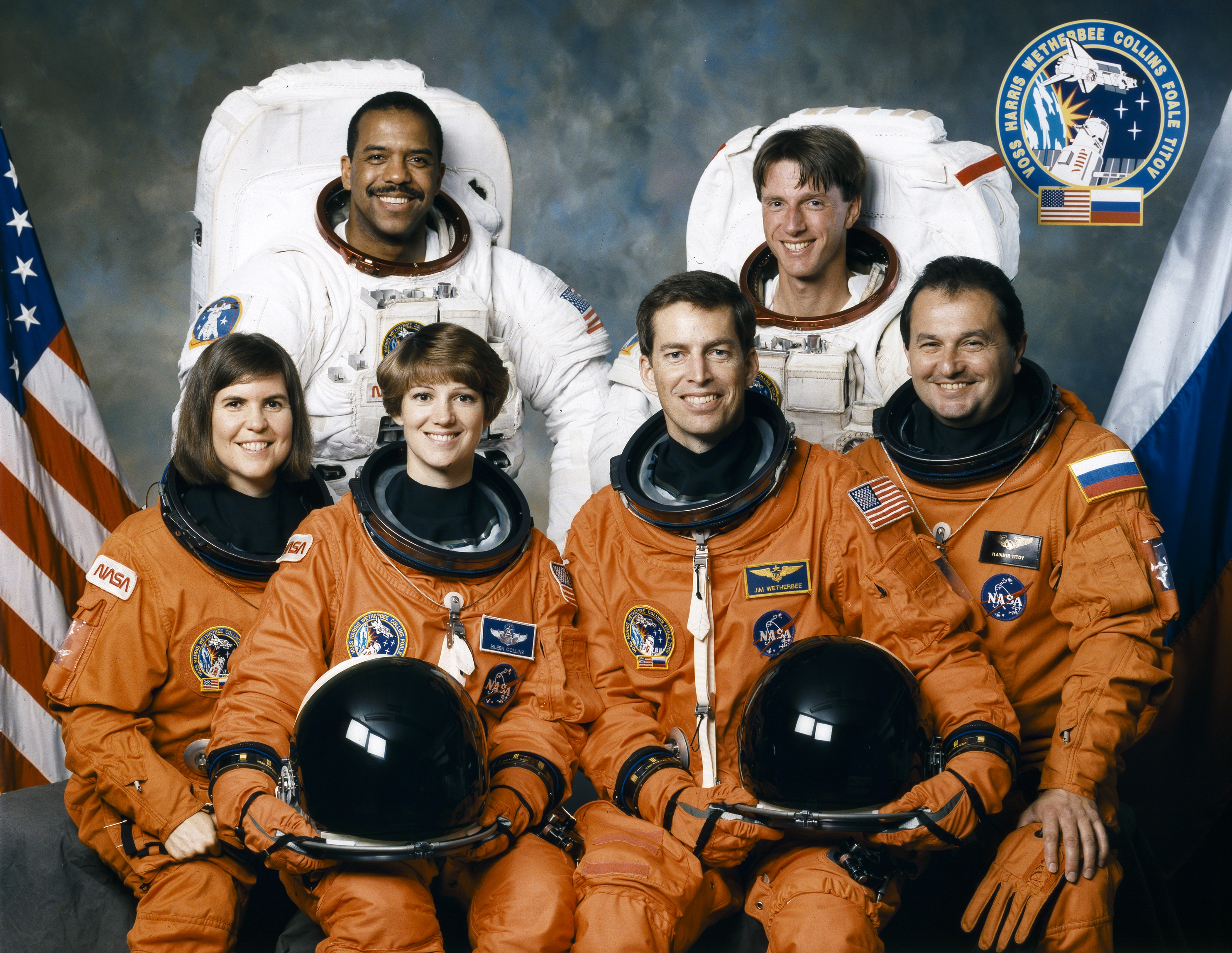
Екіпаж STS-63. Зліва направо — сидять: Восс, Коллінз, Уезербі, Титов; стоять: Харріс, Фоел

STS-63 — космічний політ шатла «Діскавері» за програмою «Спейс Шаттл».

## Екіпаж
- НАСА: Джеймс Доналд Везербі (англ. Jim Wetherbee) — командир;
- НАСА: Айлін Марі Коллінз (англ. Eileen Collins) — пілот;
- НАСА: Колін Майкл Фоул (англ. Michael Foal) — фахівець з програмою польоту;
- НАСА: Дженіс Елейн Восс (англ. Janice E.Voss) — фахівець з програмою польоту;
- НАСА: Бернард Гарріс (англ. Bernard A. Harris, Jr.) — фахівець з програмою польоту;
- (Роскосмос): Титов Володимир Георгійович — фахівець з програмою польоту.

## Дублери
- Крикальов Сергій Костянтинович

## Мета польоту
Відпрацювання маневру зближення зі станцією «Мир» (06.02.1995) до відстані 11 метрів (у 19:23:20).